# Jacqueline Fowks
Jacqueline Fowks de la Flor es una periodista de investigación y profesora universitaria peruana.

## Trayecto profesional
Fue licenciada en Ciencias de la comunicación por la Universidad de Lima y magíster en Comunicación por la Universidad Nacional Autónoma de México en 1997.
Como miembro fundadora de IDL-Reporteros, investigó la violencia durante el conflicto armado interno en Huancavelica. Ha colaborado con medios periodísticos nacionales, siendo redactora y editora de El Comercio, Perú 21 y La República, e internacionales, como El País (desde 2012) y Unomásuno de México, también ha sido corresponsal en Brasil y Perú para el diario Reforma, y de Reporteros Sin Fronteras. Así mismo, es profesora a tiempo parcial en la Pontificia Universidad Católica del Perú.
De 2018 a 2020, fue presidenta de la Asociación de Prensa Extranjera en el Perú (APEP).
Durante la campaña presidencial de las elecciones generales peruanas de 2021, al igual que otros miembros de la prensa como Paola Ugaz, fue blanco de ataques y de «terruqueo» por sectores de la ultraderecha.

## Publicaciones
Algunas de sus publicaciones son:
- Suma y resta de la realidad. Medios de comunicación y elecciones generales 2000 en el Perú (2000)
- Medios de Comunicación (2008)
- Chichapolitik: la prensa con Fujimori en las elecciones generales 2000 en el Perú (2015)
- Prensa extranjera en el Perú: 50 años de historias (editora, 2016)
- Mecanismos de la posverdad (2017)